# Rio Lourenço Velho (vattendrag i Brasilien, Minas Gerais)
Rio Lourenço Velho är ett vattendrag i Brasilien.   Det ligger i delstaten Minas Gerais, i den sydöstra delen av landet, 800 km söder om huvudstaden Brasília.
Omgivningen kring Rio Lourenço Velho är i huvudsak tätbebyggd och tätbefolkad, med 411 invånare per kvadratkilometer.